# Vladimír Pácl
Vladimír Pácl (Česká Třebová, 11 febbraio 1924 – Malé, 31 dicembre 2004) è stato un fondista, rugbista a 15 e dirigente sportivo cecoslovacco, apolide dal 1972 quando chiese asilo politico all'Italia poiché in fuga dal suo Paese per l'appoggio dato alla Primavera di Praga.
In Italia fu tra i primi promotori dello sci orientamento.

## Biografia
Nato in Boemia, si laureò in pedagogia e in sport all'Università Carolina di Praga. Nel 1968 si oppose pubblicamente all'invasione sovietica del suo Paese che stroncò la Primavera di Praga e fu quindi allontanato dal Comitato Olimpico Cecoslovacco; nel gennaio 1972 andò in Italia, a Tarvisio, come delegato ai Campionati europei juniores di sci nordico: al termine della manifestazione chiese asilo politico e non rientrò più in Cecoslovacchia. Non ottenne tuttavia la cittadinanza italiana e rimase apolide fino alla morte.

### Carriera sciistica
È stato attivo nello sci di fondo da metà degli anni quaranta ai primi anni sessanta, principalmente a livello nazionale. Campione cecoslovacco nella 18 km a squadre nel 1947, ancora nel 1961 riuscì a ottenere risultati di rilievo, chiudendo al quinto posto la 50 km. In campo internazionale conseguì la vittoria nella staffetta 3x10 km ai Mondiali universitari del 1949, disputati a Špindlerův Mlýn.

### Carriera rugbistica
Giocò a rugby nelle file dello Sparta Praga, squadra con la quale conquistò il titolo nazionale cecoslovacco nel 1947; abbandonò la disciplina in seguito a un grave infortunio al naso.

### Carriera dirigenziale
Dal 1951 al 1957 fu giudice di gara nel fondo e contribuì in modo determinante allo sviluppo di una squadra cecoslovacca femminile, che guidò fino al sesto posto ai VII Giochi olimpici invernali di Cortina d'Ampezzo 1956 nella staffetta 3x5 km. Dal 1966 segretario del Comitato Olimpico Cecoslovacco, per il quale organizzò anche i Campionati mondiali di canoa/kayak 1967, dal 1951 al 1963 fu vicepresidente della Federazione cecoslovacca degli sport invernali, responsabile di tutti i settori sciistici.
È stato dirigente della Federazione Internazionale Sci dal 1949 al 1972, quando dovette rinunciare a ogni carica in quanto divenuto apolide. Membro del consiglio FIS dal 1963 al 1969, da quell'anno e fino alla rinuncia fu presidente della commissione dello sci di fondo.
Una volta emigrato in Italia continuò nella sua attività di promotore e organizzatore sportivo, operando principalmente in Val di Sole e in Val di Non. Introdusse lo sci orientamento in Italia, collaborando alla fondazione del Comitato Italiano Sport Orientamento nel 1979.

## Palmarès

### Sci di fondo
- Campionati mondiali universitari di sci nordico: 1
Špindlerův Mlýn 1949
- Campionati cecoslovacchi di sci nordico: 1
18 km a squadre 1947

### Rugby
- Campionati cecoslovacchi: 1
Sparta Praga: 1946-47